# Kenjiro Ezoe
Kenjiro Ezoe (født 25. august 1982) er en tidligere japansk fodboldspiller.
Han har spillet for flere forskellige klubber i sin karriere, herunder Cerezo Osaka og Kataller Toyama.